# Wanna Hold You
Wanna Hold You est une chanson du groupe de rock britannique The Rolling Stones parue en 1983 sur l'album Undercover. Elle est exceptionnellement chantée par le guitariste Keith Richards.

## Historique
Bien que créditée Jagger/Richards, la chanson est en grande partie une composition du guitariste Keith Richards. La chanson a été écrite dans un studio d'enregistrement à Paris dans le sous-sol d'une maison d'une des connaissances du guitariste.
Pendant la tournée Bridges To Babylon, Wanna Hold You faisait régulièrement partie du mini-set chanté par Richards et a été jouée 99 fois (sur 107 concerts au total).

## Description
Keith décrit la structure de la chanson comme étant « inspirée par les vieilles compositions de Lennon/McCartney, sans parler du titre, qui suggère I Want to Hold Your Hand ». Le premier enregistrement de la chanson, dont Keith prétend avoir la bande originale, avait seulement lui à la guitare et au chant et Mick Jagger à la batterie.

Les paroles traitent du sujet souvent utilisé d'un pauvre homme n'ayant que de l'amour à donner à une femme, comme l'illustre la ligne suivante :

« J'espère que tu trouves drôle que je n'aie pas d'argent - mais si tu restes avec moi, tu vas avoir de l'amour gratuitement »

## Personnel[3]
- Keith Richards: chant, guitare électrique, chœurs
- Ron Wood: guitare électrique, basse, chœurs
- Charlie Watts: batterie